# Hrabstwo Lawrence (Pensylwania)
Hrabstwo Lawrence (ang. Lawrence County) – hrabstwo w USA, w stanie Pensylwania. Według danych z 2000 roku hrabstwo miało 213295 mieszkańców.